# Berentei Péter
Berentei Péter (Budapest, 1961. április 12.) magyar táncdalénekes, előadóművész.

## Életútja
Kovács Magda énektanárnál kezdett énekelni tanulni. 1983-ban a Ki mit tud?-on ismerhette meg az ország, ahol közönségdíjat kapott.
1984-ben tette le hivatásos előadóművészi, táncdalénekesi vizsgáját.
Az 1992-es táncdalfesztiválon közönségdíjat nyert.
1998-2000-ig  az éneklés mellett főállásban villamosvezető volt, majd 2007-től újra de mellékállásban, főállásban pedig a kisföldalatti múzeumában tárlatvezető. Hobbija is a villamos, otthona kertjében saját villamosmúzeuma is van, amit egy leselejtezés után megvett UV-pótkocsiból alakított ki.
2018 júniusától szabadfoglalkozású előadóként dolgozik és vidékre költözött.

## Albumok
- 1991: Szállj le a felhőkből
- 1994: Ez az utolsó tánc
- 1995: A magam módján
- 1996: Hinni kell
- 2000: Ének az esőben
- 2001: Most élsz
- 2004: 20 év – Mindent a szerelemért
- 2014: 30 éve a színpadon

## Rádiófelvételek[2]
| Év   | Dalcím                     | Szerzők                                           | Bemutató                                   |
| ---- | -------------------------- | ------------------------------------------------- | ------------------------------------------ |
| 1987 | Túl a folyón, túl a hegyen | Igor Szaruhanov–Bradányi Iván                     | Slágerbarátság                             |
| 1988 | Mindent a szerelemért      | Lovay László–Z. Horváth Gyula                     | Interpop fesztivál                         |
| 1989 | Hazafelé 120-szal          | Bodnár Attila–Pap Rita–Dobsa Sándor hangszerelése | Tessék választani!                         |
| 1989 | Jöjj vissza hozzám         | Pető István                                       | Fiatal művészek fesztiválja (Magyar Rádió) |
| 1990 | Tudom, ha nem is mondod    | Dobsa Sándor–Bradányi Iván                        |                                            |
| 1991 | Szállj le a felhőkből      | Bodnár Attila–Pap Rita                            | ÁB Popfesztivál                            |
| 1992 | Táncolj!                   | Margit József                                     | Egri táncdalfesztivál                      |
| 1994 | Álom                       | Sallai Zoltán                                     | MTV Táncdalfesztivál                       |